# Apistogramma barlowi
Apistogramma barlowi är en fiskart som beskrevs av Römer och Hahn 2008. Apistogramma barlowi ingår i släktet Apistogramma och familjen Cichlidae. Inga underarter finns listade i Catalogue of Life.